# Munna lundae
Munna lundae là một loài chân đều trong họ Munnidae. Loài này được Menzies miêu tả khoa học năm 1962.